# Волков, Юрий Александрович (писатель)
Юрий (Георгий) Александрович Волков (1826—1862) — очеркист, писатель, поэт.

## Биография
Из дворян Вологодской губернии. Племянник П. Г. Волкова. Окончил Саратовскую гимназию (1843), учился в Московском университете. Не окончив курса, поступил на службу (1845) учителем в Жиздринское уездное училище (Калужская губерния); состоял чиновником в Калуге, Мещовске, а с весны 1849 ― в Вологде. В начале 2-й половины 1840-х гг. бывал в Петербурге; в 1847 году опубликовал в журнале «Библиотека для чтения» первые известные нам стихи: «Поэт», «Утешение»,
«Падшей» и «Вопрос» ― романтические перепевы мотива любви как душевной святыни и мотива непостижимого кощунственного её осквернения.
С начала 1850-х гг. Волков разъезжал по России (Урал, Поволжье, Башкирия, Север, Сибирь) и Северной Америке, очевидно, с целью разведки золотых приисков. С 1853 года ― редактор неофициальной части «Вологодских губернских ведомостей». Печатал почти в каждом номере собственные очерки, стихи, театральные рецензии. Стихи нередко вставлял в прозаические тексты, в том числе и в рубрику губернских известий, которую он вёл; преобладали стихи о Крымской войне в духе массовой «ура-патриотической» поэзии: «Русская правда» (1853), «Часовой» (1855), «Видение русского» (1855); в лирических стихотворениях на пейзажно-философскую тему («Над землёй, подернутой туманом» ― 1855, или более поздние стихотворения «И было полно все созданье» ― «Русский иллюстрированный альманах», 1858, «The oldness»: «Тень высокого старого дуба…», 1860) явно ощутимы отголоски лермонтовских антитез и поэтических аналогий.
Как театральный критик ратовал за серьёзный, поучающий репертуар и за «естественность» в драме и актёрской игре; однако, восхищаясь общим смыслом «Ревизора», упрекал Н. В. Гоголя в незнании провинциального быта и нелогичности характеров (1855). Волкова выступал в роли очеркиста: «Заметки и впечатления охотника по Вологодской губернии» (1853―1855) отличались знанием края, точностью портретных зарисовок крестьян, живостью изложения. В начале 1856 года Волков начал активно печататься в петербургской прессе: «Записки печорского подписчика» и «Записки праздношатающеrося»  (оба ― 1856) ― путевые и полемические заметки, отклики о литературе и театре; «Заметки о золотопромышленности на Урале и в Оренбургском крае» (журнал «Живописная русская библиотека»). Вскоре, отправился из Петербурга в Сибирь на золотые прииски. В 1857 году присутствовал при основании Благовещенска (1861). Свою приисковую деятельность отразил в ряде произведений (в том числе «Причины упадка золотопромышленности в Сибири и средства поддержать её и усилить», 1861). В начале 1860-х гг. возвратился в Петербург и отдался литературно-журналистской деятельности. В московском журнале «Современная летопись» (приложение к «Русскому вестнику») опубликовал очерки «Дальний Север, странствия и рассказы печорского подписчика» (1861). В газете «Санкт-Петербургские ведомости» напечатал серию обширных статей «Литературные впечатления» (1860―1861, под псевдонимом Гымалэ; на языке коми ― «гремит»). Поддерживая С. С. Дудышкина (сводившего народность к простонародности и потому отказывавшего в народности роману А. С. Пушкина «Евгений Онегин»), Волков запальчиво утверждал, что «великий талант» поэта не имел «родной почвы». Высоко оценивал творчество Лермонтова, но при этом принципиально развенчивал Печорина (его «похождения мелки, страсти театральны»). В 1862 года Волков издавал еженедельную газету «Русский листок», освещая жизнь «уголков России».